# Franstrådmossa
Franstrådmossa (Cephalozia connivens) är en bladmossart som först beskrevs av James Jacobus J. Dickson, och fick sitt nu gällande namn av Sextus Otto Lindberg. Franstrådmossa ingår i släktet trådmossor, och familjen Cephaloziaceae. Arten är reproducerande i Sverige. Inga underarter finns listade i Catalogue of Life.

## Bildgalleri

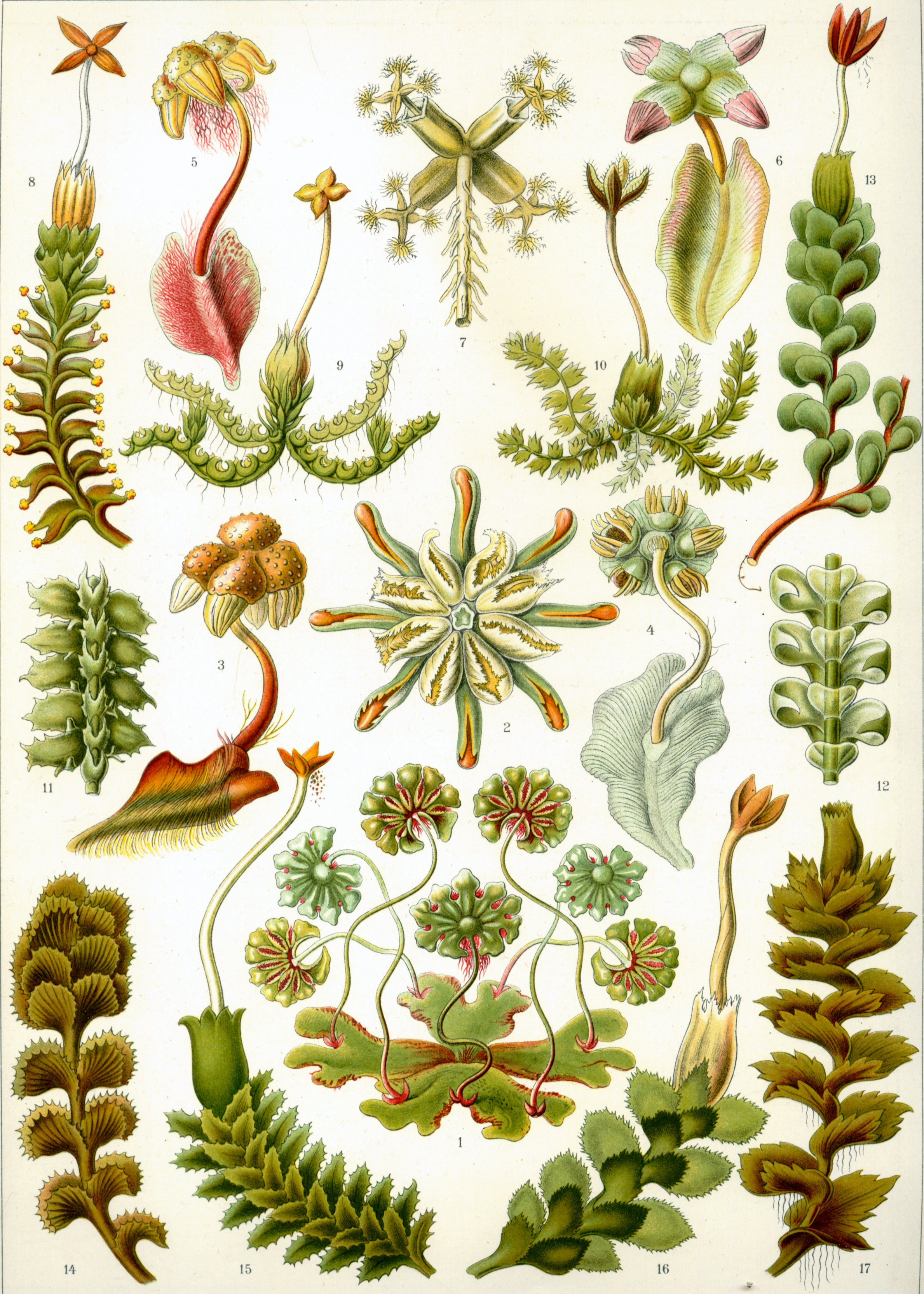